# Nototriche aretioides
Nototriche aretioides är en malvaväxtart som först beskrevs av Asa Gray, och fick sitt nu gällande namn av Arthur William Hill. Nototriche aretioides ingår i släktet Nototriche och familjen malvaväxter. Inga underarter finns listade i Catalogue of Life.